# Vida antes da Vida
Vida antes da vida: Uma pesquisa científica das lembranças que as crianças têm de vidas passadas é a tradução do livro escrito em 2005 pelo  psiquiatra Jim B. Tucker Life Before Life: A Scientific Investigation of Children's Memories of Previous Lives. Apresenta uma visão geral a mais de 40 anos de investigação sobre a reencarnação na Divisão de Estudos da Personalidade da Universidade de Virginia, sobre relatórios de meninos que recordam vidas anteriores. O livro também examina marcas e defeitos de nascimento que coincidem com as de uma pessoa falecida identificada previamente pelo menino". Vida antes da vida tem sido traduzido a dez idiomas e o prólogo do livro está escrito por Ian Stevenson.
O livro desafia a noção de que a consciência é unicamente o resultado do funcionamento do cérebro. Sugere que a consciência pode ser considerada de forma separada do cérebro, o que proporcionaria uma base para afirmar a ideia da reencarnação. O livro também trata as objeções à reencarnação: A escassez de pessoas que realmente dizem recordar uma vida passada, a fragilidade das lembranças, a explosão demográfica, o problema mente-corpo, fraude, e outras.
Tucker reconhece que nenhum dos casos examinados é perfeito, e que "a memória defeituosa dos informantes" ver-se-ia como a "melhor explicação normal para muitos dos casos" analisados no livro. Tucker analisa isto referindo a vários estudos relevantes realizados, e argumenta que não há respaldo para concluir que os informantes recordem declarações ou eventos de forma incorreta.
Tucker está basicamente de acordo com Ian Stevenson, que afirma que "a reencarnação é a melhor explicação — ainda que não a única — para os casos mais sólidos pesquisados". Tucker reconhece que para alguns leitores pode parecer uma "afirmação incrível" o que "as lembranças, as emoções e as lesões físicas possam às vezes levar de uma vida à seguinte". No entanto, argumenta que não é mais incrível que muitas ideias aceitadas actualmente em física, que pareciam o ser quando foram originariamente propostas.
Escreveram-se análises sobre o livro em várias publicações, incluindo o Journal of Parapsychology, Journal of Scientific Exploration, Philosophical Practice, e PsycCRITIQUES.